# قائمة إعلاميي مجموعة إم بي سي
مركز تلفزيون الشرق الأوسط وتعرف أيضا ب (MBC) هي شركة تلفازية عربية سعودية يمتلكها رجل الأعمال السعودي وليد البراهيم، تقوم الشبكة ببث مجموعة من القنوات التلفزيونية الترفيهية مجاناً. مقرها الرئيسي يقع في دبي.

## ام بي سي 1
| الاسم             | ولد في         | صورة | جنسية    | نبذة |
| ----------------- | -------------- | ---- | -------- | --- |
| علي جابر          | 5 أغسطس 1961   |      | لبنان    | إعلامي لبناني يشغل منصب مدير مجموعة إم بي سي. |
| محمد الشهري       | 13 أغسطس 1968  |      | السعودية | إعلامي سعودي. يشغل منصب المدير الإقليمي لشبكة تليفزيون الشرق الأوسط (MBC) في السعودية. |
| علي الغفيلي       | 23 سبتمبر 1982 |      | السعودية | إعلامي سعودي |
| داود الشريان      | 1954           |      | السعودية | إعلامي وصحافي سعودي ومقدم برنامج الثامنة. |
| حمود الفايز       | 17 فبراير 1983 |      | السعودية | شاعر وإعلامي سعودي. |
| رانيا برغوث       | 11 يناير 1968  |      | لبنان    | إعلامية لبنانية. بدأت مسيرتها الإعلامية بتقديم برامج المنوعات، وهي من أوائل المذيعات اللاتي ظهرن مع بداية الفضائيات العربية، واشتهرت بتقديم برنامج "ما يطلبه المشاهدون" على قناة ام بي سي 1. |
| مصطفى الآغا       | 6 يونيو 1963   |      | سوريا    | إعلامي رياضي سوري من أصل فلسطيني. ويحمل الجنسية البريطانية، ويقدم برنامج "صدى الملاعب". |
| علا الفارس        | 1987           |      | الأردن   | إعلامية وصحفية ومنتجة مراسلة ميدانية ثم مذيعة أردنية. عملت في قناة العربية سابقاً، وتعمل حالياً في قناة الأم بي سي، حيث تعد أصغر مذيعة بعدما دخلت عالم الإعلام بعمر 17 سنة.                    |
| منى أبو سليمان    | 16 مايو 1973   |      | السعودية | إعلامية سعودية. |
| لجين عمران        | 26 أكتوبر 1977 |      | السعودية | إعلامية سعودية. |
| سها نويلاتي       |                |      | السعودية | مقدمة برنامج إم بي سي في إسبوع على قناة إم بي سي 1. وهي إعلامية سعودية. |
| آمنه أبو الحسن    |                |      | السعودية | مقدمة ومعدة برامج إذاعية وتلفزيونية ، دراستها الجامعية كانت في البحرين وهي حاصلة على بكالريوس إعلام.                                                                                         |
| رضوى مزين         |                |      | السعودية | مذيعة سعودية من أم مصرية الأصل، حصلت على درجة البكالوريوس في إدارة الأعمال من جامعة الملك سعود في الرياض.                                                                                    |
| رندا الحمد        |                |      | السعودية | نشأت في مدينة الرياض وانتقلت لسوق العمل، لتعملت في المجال المصرفي، ثم انتقلت بعدها للعمل مع مجموعة MBC.                                                                                      |
| هدى محمد          | 1985           |      | السعودية | مقدمة برنامج صباح الخير يا عرب على قناة إم بي سي 1. وهي إعلامية سعودية. |
| سارة مراد         |                |      | السعودية | إعلامية سعودية |
| عبد العزيز الفضلي |                |      | السعودية | إعلامي سعودي |

## العربية
| الاسم             | ولد في        | صورة | جنسية    | نبذة |
| ----------------- | ------------- | ---- | -------- | --- |
| تركي الدخيل       | 7 فبراير 1973 |      | السعودية | هو إعلامي وصحافي سعودي من مواليد 7 فبراير 1973 الرياض تلقى تعليمه الجامعي في جامعة الإمام محمد بن سعود، مقدم برنامجاً حوارياً مفتوحاً أسبوعياً في قناة العربية وإذاعة بانوراما اسمه إضاءات منذ سبتمبر عام 2003 ومدير قناة العربية مازال مستمر إلى الآن. |
| ريما مكتبي        | 4 يوليو 1977  |      | لبنان    | هي إعلامية لبنانية ومراسلة في قناة العربية. |
| عبد الرحمن الراشد | 1956          |      | السعودية | هو إعلامي سعودي كان يشغل منصب مدير عام قناة العربية منذ عام 2004 حتى استقالته منها يوم 22 نوفمبر 2014 |
| سهير القيسي       | 31 مايو 1985  |      | العراق   | إعلامية عراقية تعيش في الإمارات. |
| نادين خماش        | 27 مارس 1989  |      | فلسطين   | هي اعلامية فلسطينية تعمل في قناة العربية. |
| طاهر بركة         | 8 مايو 1982   |      | لبنان    | هو مذيع لبناني في قناة العربية. |
| صهيب شراير        | 28 يوليو 1984 |      | الجزائر  | هو مذيع جزائري في قناة العربية |
| طالب كنعان        | يناير 1974    |      | لبنان    | طالب كنعان إعلامي لبناني من مواليد بلدة بشتليدة قضاء جبيل في لبنان |

## ام بي سي 3
| الاسم       | ولد في         | صورة | جنسية    | نبذة                                                                                   |
| ----------- | -------------- | ---- | -------- | -------------------------------------------------------------------------------------- |
| دانية شافعي | 20 أكتوبر 1983 |      | السعودية | هي مذيعة سعودية عرفت بتقديمها لبرامج الاطفال على قناة ام بي سي 3.                      |
| حسن الملا   | 12 نوفمبر 1985 |      | عُمان     | مذيع ومقدم برامج عماني بدأ بتقديم برامج عديدة خاصة بالاطفال على إم بي سي منذ عام 2005. |
| عزة زعرور   | 26 فبراير 1988 |      | فلسطين   | إعلامية فلسطينية.                                                                      |
| أصالة كامل  | 21 يونيو 1995  |      | مصر      | إعلامية مصرية.                                                                         |

## ام بي سي 4
| الاسم        | ولد في                | صورة | جنسية    | نبذة                                                                         |
| ------------ | --------------------- | ---- | -------- | ---------------------------------------------------------------------------- |
| ريا أبي راشد | 12 مايو 1977          |      | لبنان    | مذيعة لبنانية ومقدمة برامج تلفزيونية وصحفية ومنتجة في شبكة MBC منذ عام 2003. |
| قصي خضر      | 21 مايو 1979          |      | السعودية | مغني راب ومذيع سعودي.                                                        |
| بدر آل زيدان | مواليد 26 فبراير 1987 |      | السعودية | إعلامي ومُذيع سُعودي.                                                          |
| مريم سعيد    | 20 سبتمبر 1985        |      | المغرب   | مذيعة ومقدمة برامج تلفزيونية مغربية                                          |
| شهد بلان     | 17 أكتوبر 1988        |      | سوريا    | مذيعة                                                                        |

## سابقين
| الاسم       | ولد في                        | صورة | جنسية    | نبذة |
| ----------- | ----------------------------- | ---- | -------- | --- |
| جورج قرداحي | 1 مايو 1950                   |      | لبنان    | هو إعلامي لبناني اشتهر بتقديمه برنامج من سيربح المليون؟.                                                              |
| جلال شهدا   | 12 يوليو 1975                 |      | لبنان    | هو مذيع ومقدم برامج تلفزيونية لبناني.                                                                                 |
| فوزية سلامة | 15 يونيو 1941 - 28 يوليو 2014 |      | مصر      | إعلامية وباحثة اجتماعية وصحفية وروائية مصرية.                                                                         |
| أميرة الفضل | 28 أكتوبر 1968                |      | السعودية | إعلامية اذاعية سعودية                                                                                                 |
| زينة يازجي  | 15 أكتوبر 1968                |      | سوريا    | إعلامية وصحفية سورية.                                                                                                 |
| إيلي ناكوزي | 14 يوليو 1969                 |      | لبنان    | هو صحفي ومذيع لبناني ومدير مكتب أم تي في في واشنطن العاصمة ومقدم سابق لبرنامجي "من العراق" و"بصراحة" في قناة العربية. |
| منى الشاذلي | 23 سبتمبر 1973                |      | مصر      | إعلامية مصرية |
| أطوار بهجت  | 1976 – 22 فبراير 2006         |      | العراق   | صحفية ومراسلة عراقية اختطفت واغتيلت مع طاقم العمل أثناء تغطيتها لتفجير ضريح العسكريين في عام 2006                     |
| جيزال خوري  |                               |      | لبنان    | إعلامية لبنانية. |
| حسينة أوشان |                               |      | الجزائر  | مذيعة وصحفية جزائرية.                                                                                                 |
| دينا عازار  | 1972                          |      | لبنان    | هي مصممة مجوهرات ومذيعة تلفزيونية لبنانية و ملكة جمال لبنان عام 1995.                                                 |

## وصلات خارجية
1. الموقع الرسمي